# Вош
Вош (фр. Veauche) — муніципалітет у Франції, у регіоні Овернь-Рона-Альпи, департамент Луара. Населення — 8992 особи (01.01.2021).
Муніципалітет розташований на відстані близько 400 км на південь від Парижа, 50 км на південний захід від Ліона, 17 км на північний захід від Сент-Етьєна.

## Історія
До 2015 року муніципалітет перебував у складі регіону Рона-Альпи. Від 1 січня 2016 року належить до нового об'єднаного регіону Овернь-Рона-Альпи.

## Демографія
Динаміка населення (INSEE ):
Розподіл населення за віком та статтю (2006):
| Стать | Всього | До 15 років | 15-24 | 25-44 | 45-64 | 65-85 | Понад 85 |
| --- | ------ | ----------- | ----- | ----- | ----- | ----- | -------- |
| Чоловіки | 4065   | 853         | 478   | 996   | 1200  | 502   | 36       |
| Жінки | 4188   | 689         | 466   | 1056  | 1324  | 581   | 72       |
| \| Статево-вікова піраміда \| Статево-вікова піраміда \| Статево-вікова піраміда \| \| ----------------------- \| ----------------------- \| ----------------------- \| \| Чоловіки \| Вік \| Жінки \| \| 36 \| 85 + \| 72 \| \| 56 \| 80-84 \| 104 \| \| 112 \| 75-79 \| 135 \| \| 147 \| 70-74 \| 155 \| \| 187 \| 65-69 \| 187 \| \| 299 \| 60-64 \| 359 \| \| 295 \| 55-59 \| 331 \| \| 327 \| 50-54 \| 335 \| \| 279 \| 45-49 \| 299 \| \| 299 \| 40-44 \| 263 \| \| 307 \| 35-39 \| 371 \| \| 219 \| 30-34 \| 235 \| \| 171 \| 25-29 \| 187 \| \| 219 \| 20-24 \| 183 \| \| 259 \| 15-20 \| 283 \| \| 231 \| 10-14 \| 251 \| \| 303 \| 5-9 \| 215 \| \| 319 \| 0-4 \| 223 \| |        |             |       |       |       |       |          |
| Статево-вікова піраміда |        |             |       |       |       |       |          |
| Чоловіки | Вік    | Жінки       |       |       |       |       |          |
| 36 | 85 +   | 72          |       |       |       |       |          |
| 56 | 80-84  | 104         |       |       |       |       |          |
| 112 | 75-79  | 135         |       |       |       |       |          |
| 147 | 70-74  | 155         |       |       |       |       |          |
| 187 | 65-69  | 187         |       |       |       |       |          |
| 299 | 60-64  | 359         |       |       |       |       |          |
| 295 | 55-59  | 331         |       |       |       |       |          |
| 327 | 50-54  | 335         |       |       |       |       |          |
| 279 | 45-49  | 299         |       |       |       |       |          |
| 299 | 40-44  | 263         |       |       |       |       |          |
| 307 | 35-39  | 371         |       |       |       |       |          |
| 219 | 30-34  | 235         |       |       |       |       |          |
| 171 | 25-29  | 187         |       |       |       |       |          |
| 219 | 20-24  | 183         |       |       |       |       |          |
| 259 | 15-20  | 283         |       |       |       |       |          |
| 231 | 10-14  | 251         |       |       |       |       |          |
| 303 | 5-9    | 215         |       |       |       |       |          |
| 319 | 0-4    | 223         |       |       |       |       |          |

## Економіка
2010 року серед 5475 осіб працездатного віку (15—64 років) 3988 були активними, 1487 — неактивними (показник активності 72,8%, у 1999 році було 71,1%). З 3988 активних мешканців працювали 3702 особи (1872 чоловіки та 1830 жінок), безробітними було 286 (142 чоловіки та 144 жінки). Серед 1487 неактивних 509 осіб було учнями чи студентами, 665 — пенсіонерами, 313 були неактивними з інших причин.

У 2010 році в муніципалітеті нараховувалося 3508 оподаткованих домогосподарств, у яких проживали 8835,5 особи, медіана доходів виносила 20 659 євро на одного особоспоживача

## Галерея зображень

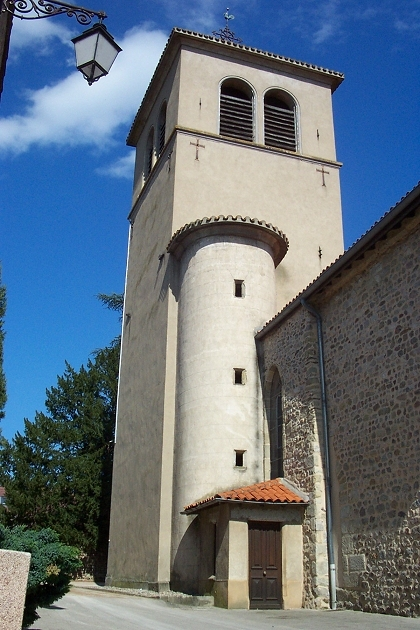
Церква міста, вхід
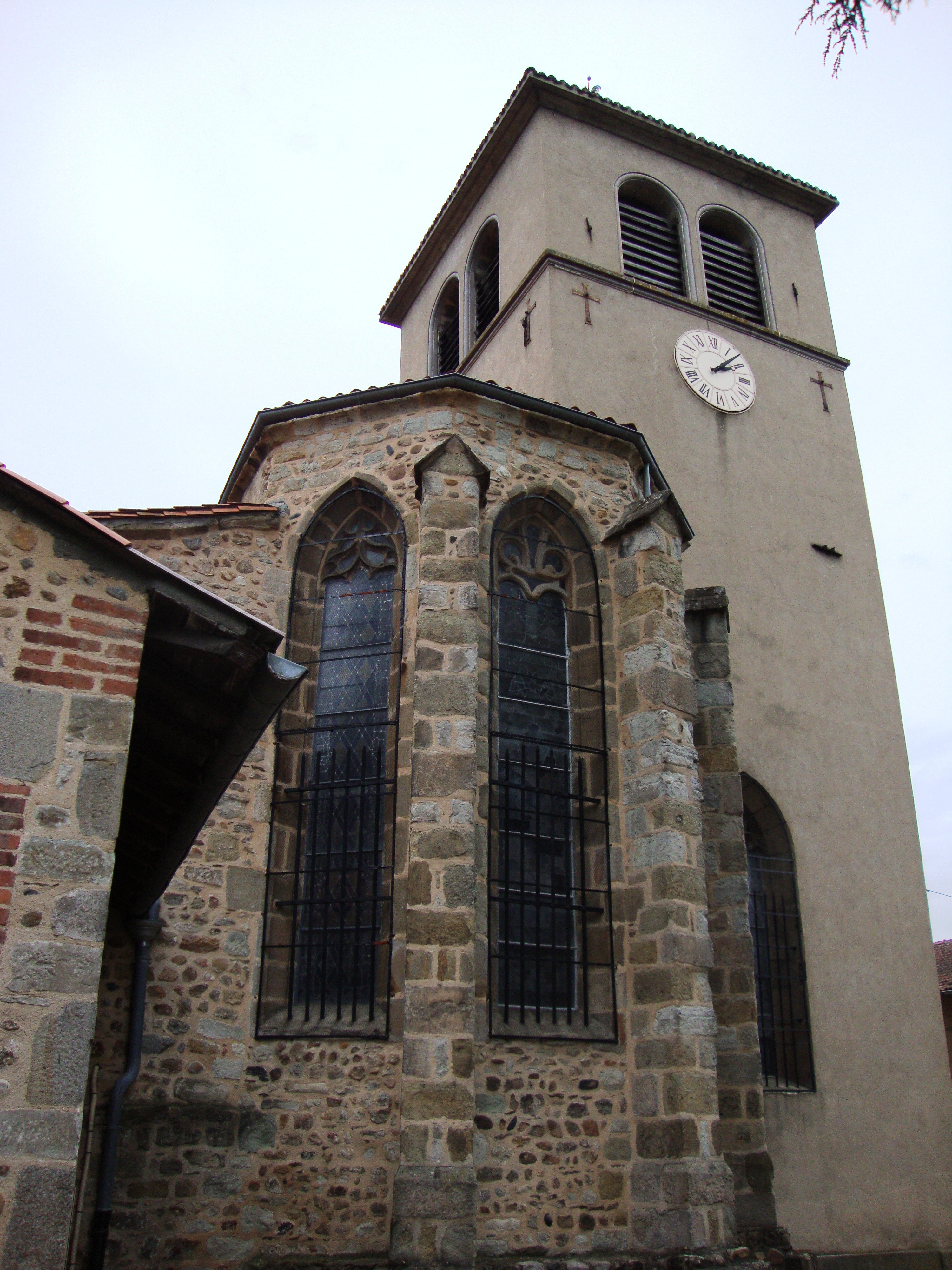
Церква міста, абсида
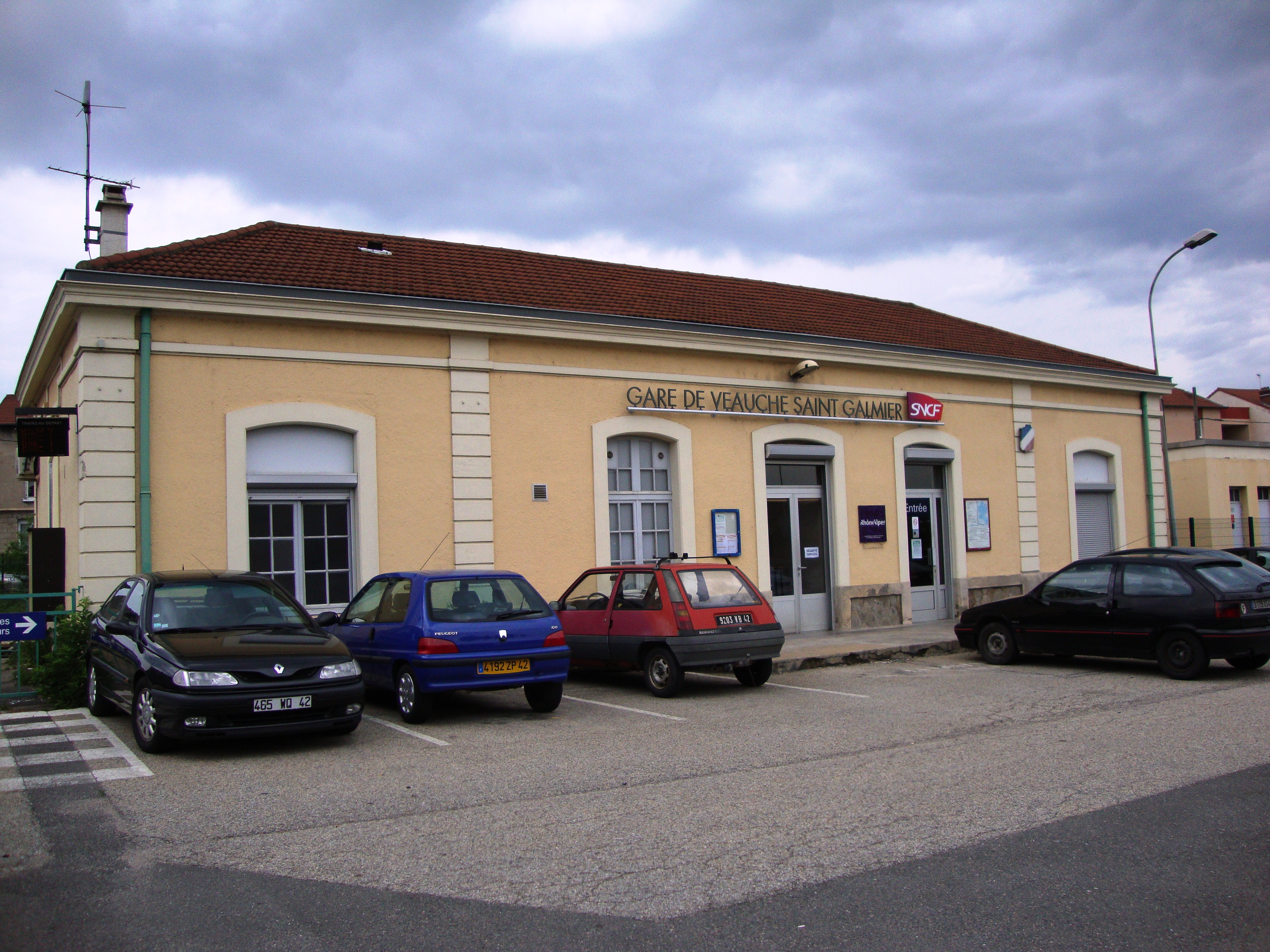
Станція вокзалу Вош
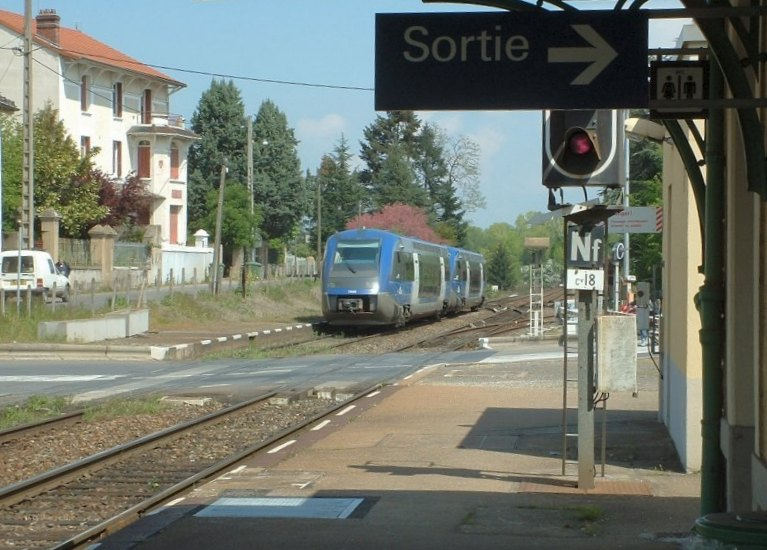
Потяг TER
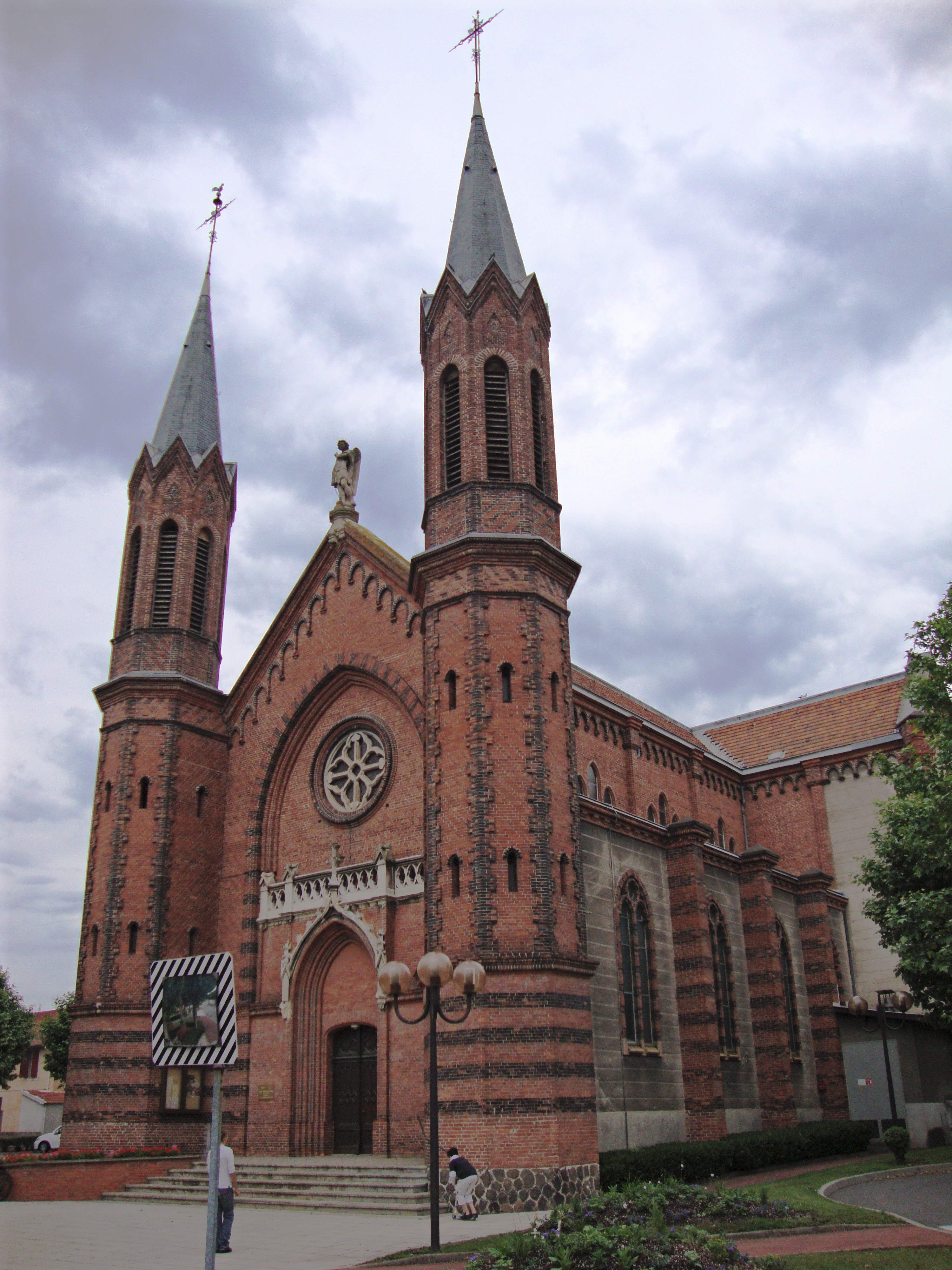
Церква Святого Лаврентія
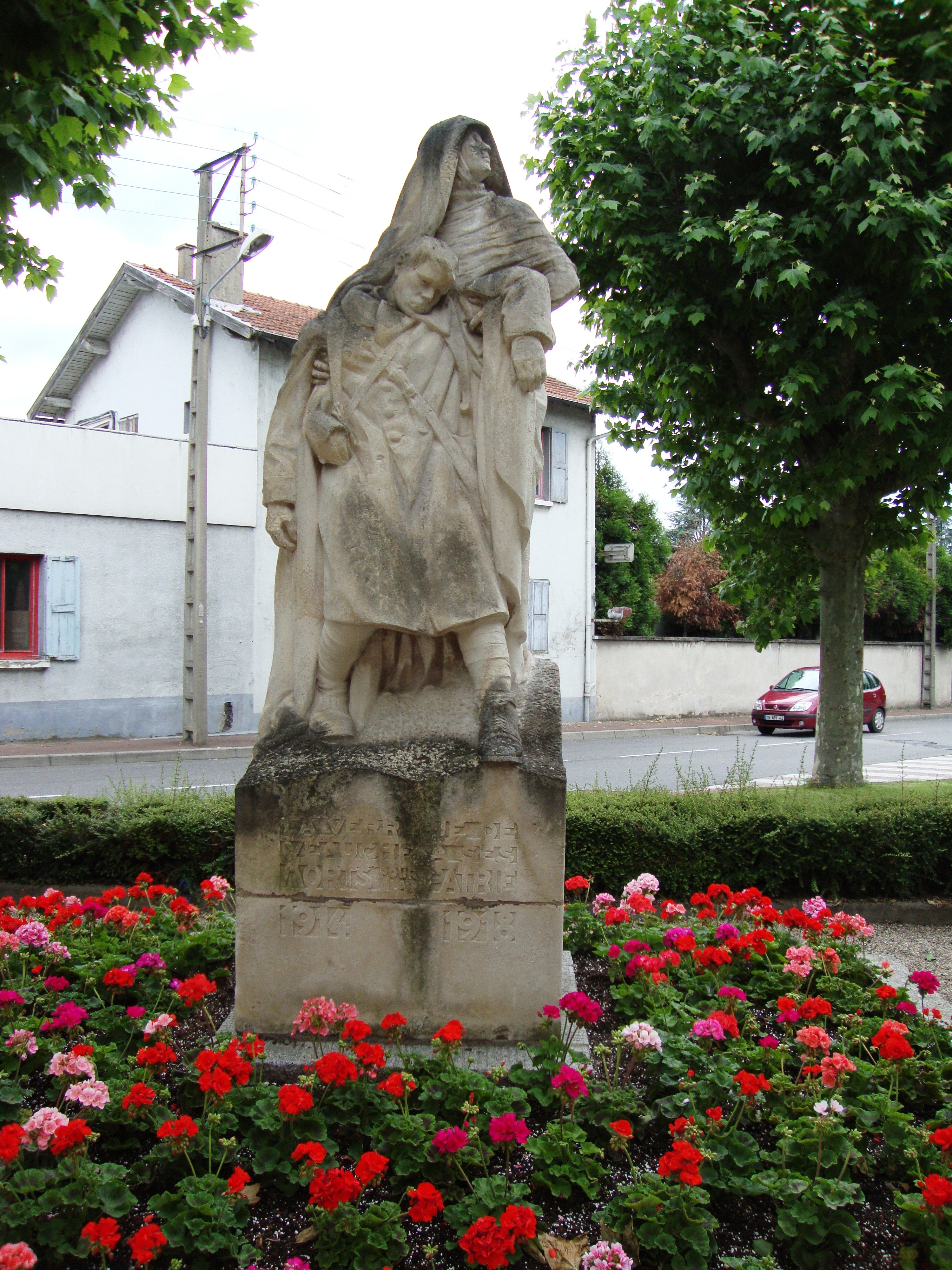
Пам'ятник Святого Лаврентія